# كرايغ سميث (لاعب هوكي الجليد)
كرايغ سميث (بالإنجليزية: Craig Smith)‏ (و. 1989  م) هو لاعب هوكي الجليد، من الولايات المتحدة، ولد في ماديسون، ويسكنسن، يلعب كمركز ‏، ومهاجم ‏.

## التعليم
تعلم في جامعة ويسكونسن-ماديسون.

## روابط خارجية
- كرايغ سميث على موقع دوري الهوكي الوطني (الإنجليزية)
- كرايغ سميث على موقع EliteProspects.com (الإنجليزية)
- كرايغ سميث على موقع Eurohockey.com (الإنجليزية)
- كرايغ سميث على موقع HockeyDB.com (الإنجليزية)
- كرايغ سميث على موقع Hockey-Reference.com (الإنجليزية)